# Mura aureliane
Le Mura aureliane sono una cinta muraria costruita tra il 270 e il 275 d.C. dall'imperatore Aureliano per difendere Roma, allora capitale dell'Impero romano, da eventuali attacchi delle popolazioni di barbari  che iniziavano a penetrare la compagine dell'impero. Dopo aver subito numerose ristrutturazioni in epoche successive, sia nell'antichità, sia in epoca moderna, le mura si presentano oggi in un buono stato di conservazione per la maggior parte del loro tracciato; nell'antichità correvano per circa 19 km, oggi sono lunghe 12,5 km (benché alcuni tratti siano in condizioni critiche). Costruite oltre 1.700 anni fa, con il loro percorso di oltre 18 km che cinge una superficie pari a più di 1.200 ettari, sono tra le cinte murarie antiche più lunghe e meglio conservate al mondo.

## Storia

### Edificazione

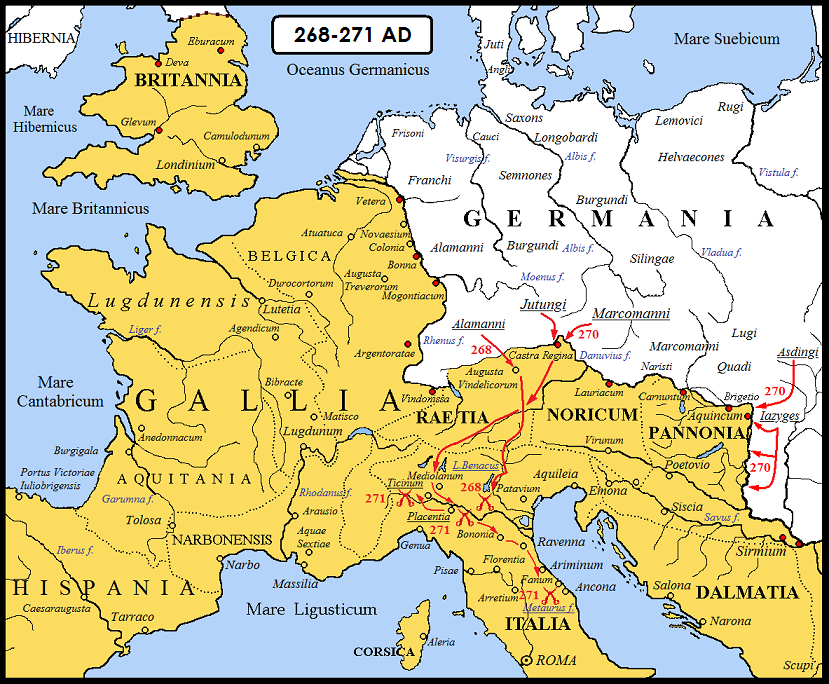
L'invasione della parte occidentale dell'Impero romano degli anni 268-271, da parte di Alemanni, Marcomanni, Iutungi, Iazigi e Vandali Asdingi.

Durante il periodo compreso tra il 270 e il 275 d.C., la città aveva raggiunto uno sviluppo che si estendeva considerevolmente al di là delle antiche Mura serviane , le quali cingevano esclusivamente i sette colli  e furono erette nel VI secolo a.C., durante l'età repubblicana. Tale espansione urbana era stata resa possibile da diversi secoli di crescita e consolidamento dello Stato romano. Tuttavia, la nuova minaccia costituita dalle tribù barbariche che premevano lungo la frontiera germanica non poteva più essere contenuta dall'impero, il quale attraversava in quel momento la grave crisi del III secolo.
Infatti dopo il 250 orde di Goti calarono dalla Scandinavia, loro terra d'origine, espandendosi a sud fino alla Grecia e sottoponendo l'intera Europa centro-meridionale a un pesante saccheggio. L'unica barriera che riuscì in qualche modo a frenare l'impeto di questi assalti si rivelò essere la presenza di mura fortificate e così riuscirono a scampare città come Milano, Verona, Mileto e Atene.

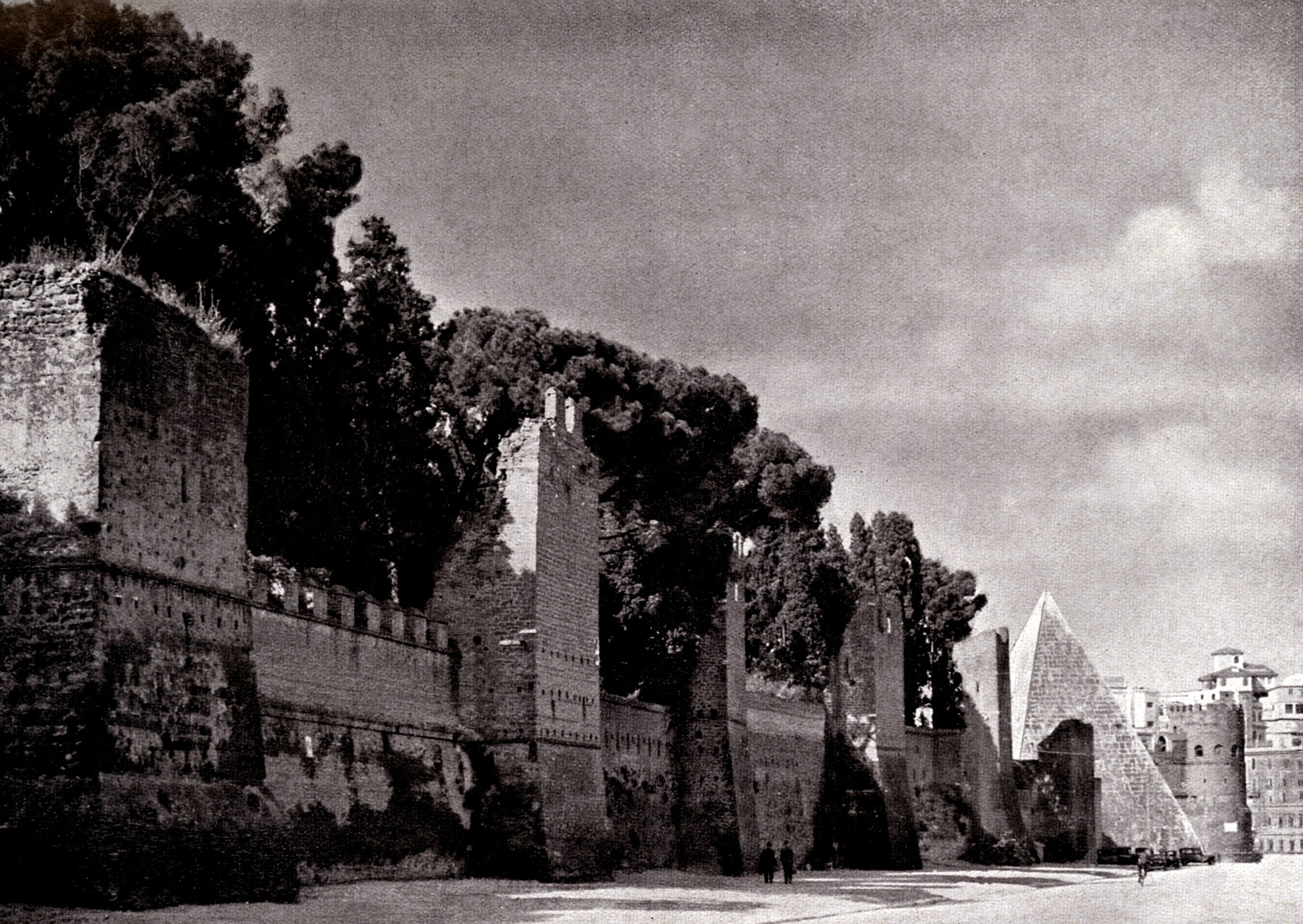
Mura Aureliane e piramide Cestia in una foto del 1932

Inizialmente Roma si considerava immune da ogni pericolo: secoli di tranquillità facevano ritenere impensabile che un nemico potesse violare il sacro suolo dell'Urbe. Una fortunosa conferma di questa convinzione si ebbe quando, intorno al 260, gli Alemanni invasero la penisola, arrivando fino a Roma. Ma evidentemente anche loro erano convinti dell'invulnerabilità di una città così importante, e rinunciarono ad aggredirla, come già aveva fatto cinque secoli prima Annibale nella seconda guerra punica. Il sacco di Atene del 267 da parte degli Eruli, che calarono dal Dnepr, generando la paura del saccheggio anche a Roma, portò a un'accelerazione del progetto di edificazione delle mura. Nel 270 Aureliano riuscì ad arrestare, nei pressi di Piacenza, non senza difficoltà, un'ennesima invasione di Alemanni e Goti; il pericolo era scampato ancora una volta, ma ormai ci si rese conto della necessità di correre urgentemente ai ripari: da molto tempo le legioni non erano più in grado di controllare il territorio dello Stato per tutta la sua estensione.
La costruzione delle mura ebbe inizio probabilmente nel 271 e si concluse entro quattro anni, anche se la definitiva rifinitura avvenne verso il 279, sotto l'imperatore Probo. Il progetto era improntato alla massima velocità di realizzazione e semplicità strutturale, oltre, ovviamente, a una garanzia di protezione e sicurezza. Queste caratteristiche fanno pensare che un ruolo non secondario, almeno nella progettazione, sia stato rivestito da esperti militari. E d'altra parte, poiché all'epoca gli unici nemici che potevano rappresentare qualche pericolo non erano in grado di compiere molto più che qualche razzia, un muro con robuste porte e un camminamento di ronda poteva ritenersi sufficiente. Comunque, nessun nemico assediò le mura prima dell'anno 408.
Ai tempi di Massenzio risalgono alcuni interventi di riassesto e rinforzo del muro, oltre alla predisposizione, in funzione anti-costantiniana, di un fossato che però fu forse terminato proprio da Costantino.

### Ristrutturazioni successive

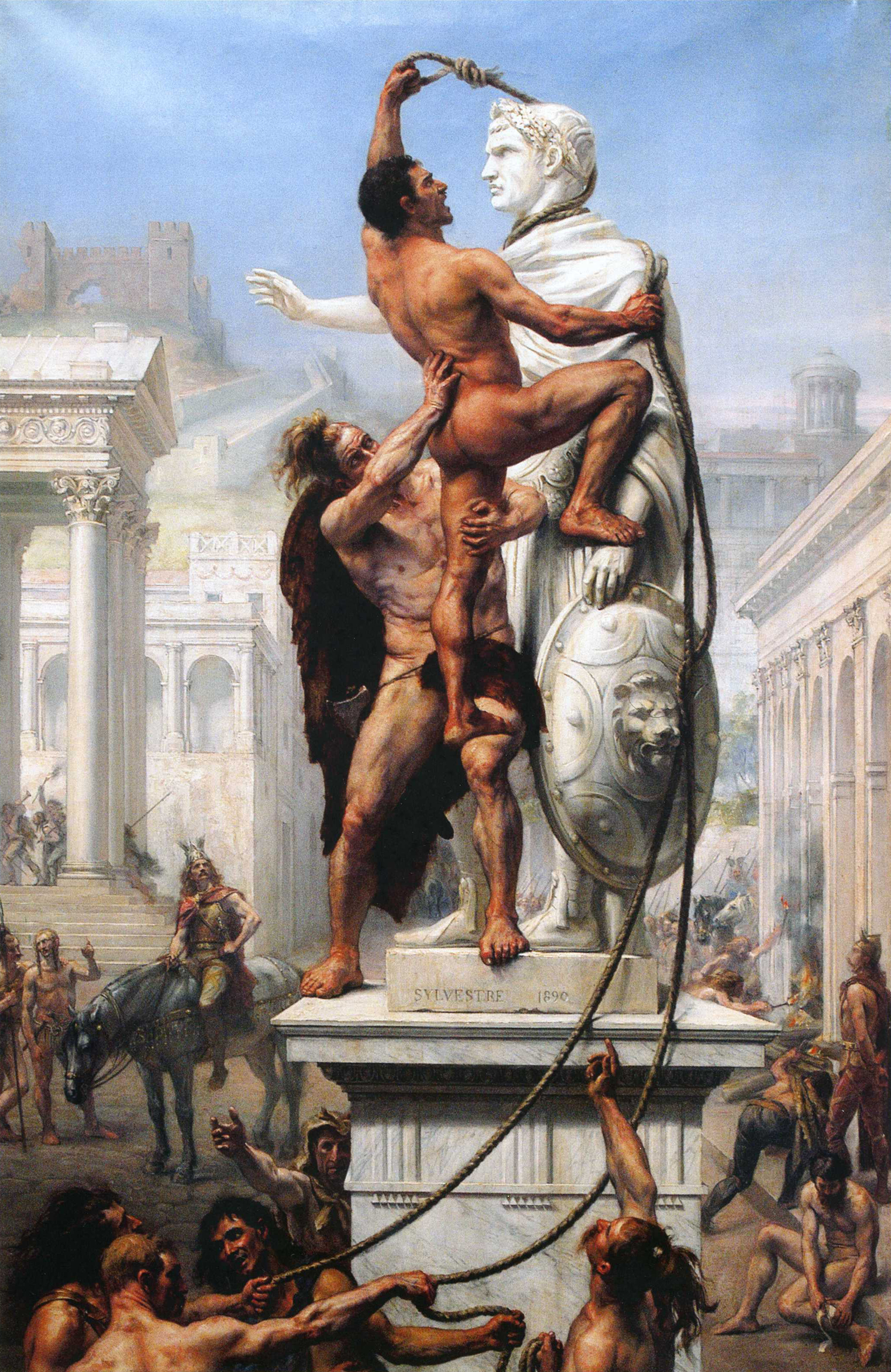
Raffigurazione del Sacco di Roma condotto dai Visigoti di Alarico nel 410.

All'inizio del V secolo (circa 130 anni dopo la costruzione del muro), si affacciò nella penisola una nuova minaccia di barbari, con i Goti di Alarico. La muraglia necessitava di una profonda ristrutturazione, non solo per gli inevitabili danni del tempo, ma anche per le diverse possibilità poliorcetiche a disposizione dei nemici e per le mutate condizioni interne dello Stato e della città di Roma in particolare: l'esercito era molto più debole e numericamente scarso e le armi più limitate. Occorreva innalzare le mura per offrire un ostacolo maggiore al nemico, aumentare le feritoie per rimediare alla carenza di baliste, limitare le porte, modificare l'assetto e la struttura difensiva di quelle che rimanevano e chiudere quasi tutte le uscite secondarie. Il fossato, poi, non esisteva più.
Si trattò dell'intervento più incisivo operato sulle Mura Aureliane, e risale all'imperatore Onorio o, per maggior precisione, al suo magister militum, il generale Stilicone: in un paio di anni intorno al 403 l'altezza delle mura fu quasi raddoppiata (dai 6-8 metri circa precedenti ad almeno 10,50-15) creando un doppio camminamento, uno inferiore (quello precedente, che diventa così coperto, con feritoie per gli arcieri) e uno superiore, scoperto e circondato da merlature. Anche le torri furono rinforzate con un secondo piano e molte porte vennero ristrutturate. In questo periodo il mausoleo di Adriano, sulla riva destra del Tevere, viene incorporato nelle mura, inglobando così, oltre a Trastevere e al Gianicolo, anche l'area del colle Vaticano, che già Aureliano aveva dovuto escludere.
C'è però da rilevare che l'intervento non sortì effetti completamente positivi: nell'ultimo secolo distruzioni, inondazioni, frane e scarichi avevano accumulato sulla facciata esterna del muro una quantità immensa di immondizie, macerie e detriti. La rimozione e lo sterro di tutto questo materiale, sparpagliato lontano dalla città, scoprì le mura in tutta la loro altezza, in alcuni tratti mettendo a nudo anche le fondazioni; il terreno fu abbassato, provocando un dislivello dei piani stradali e la conseguente sopraelevazione di alcune porte. La retorica contemporanea si produsse in un coro di lodi e celebrazioni per la magnificenza dell'intervento ma le garanzie di sicurezza e di resistenza della muraglia calarono sensibilmente, e lo squilibrio architettonico che ne derivò fu la causa di una pericolosa instabilità dell'intera struttura.

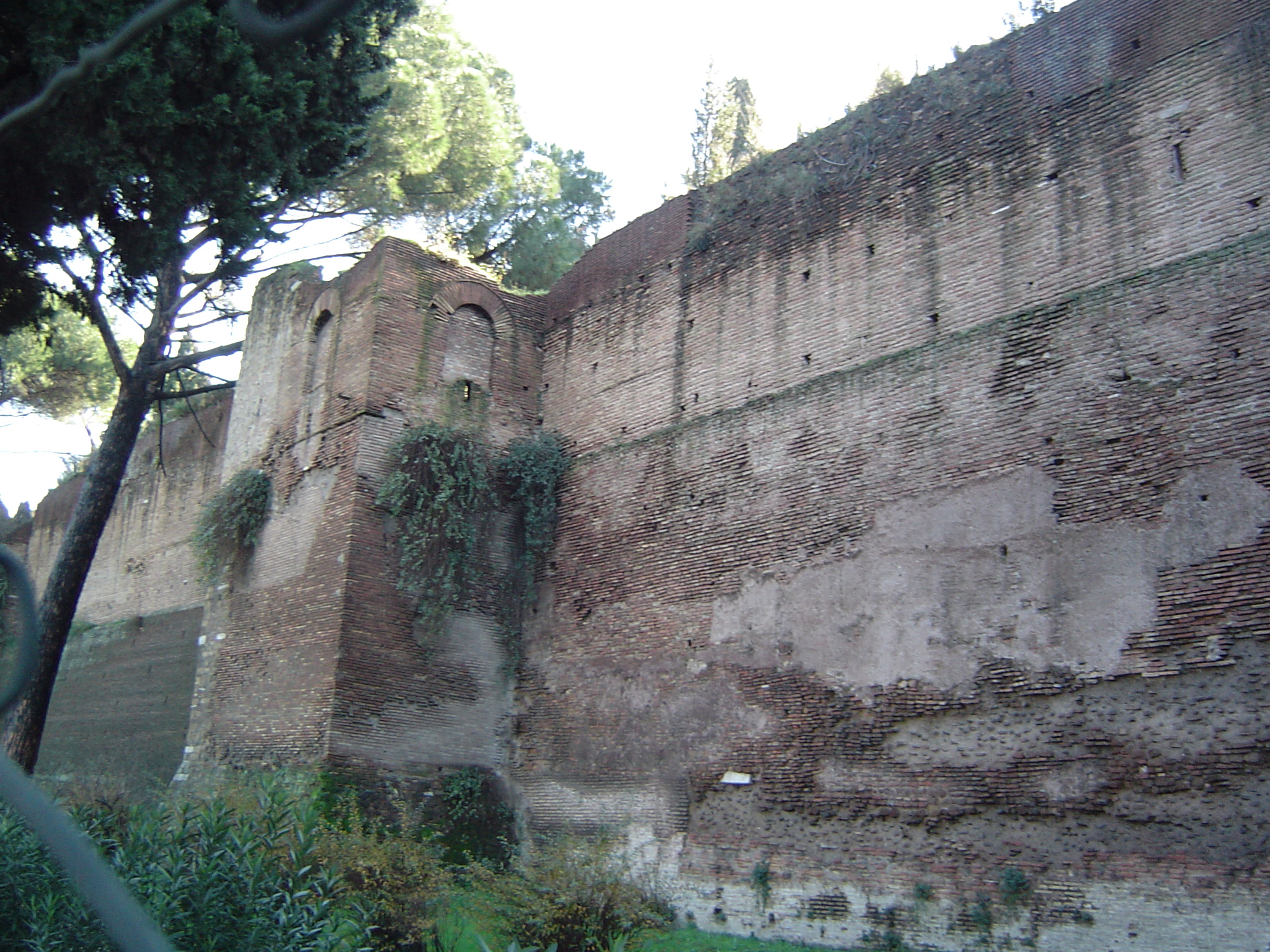
Un tratto delle mura aureliane su viale del Muro Torto: sono visibili le tracce della sopraelevazione onoriana.

Ma ancora una volta, nessun nemico assediò la città; il 24 agosto del 410 Alarico entrò in Roma per la porta Salaria, incredibilmente lasciata aperta: a distanza di otto secoli, era il primo nemico che violava il suolo dell'Urbe dopo i Galli, nel 390 a.C. In questo periodo le mura subiscono pesanti danni (secondo Procopio di Cesarea, che descrive nelle sue Guerre il lungo assedio del 536-538, all'inizio del VI secolo circa un terzo del perimetro era danneggiato più o meno gravemente) e per la ricostruzione si utilizzò il materiale di riporto ricavato dalle distruzioni che i Goti operarono per l'intera città, conferendo a tante parti del muro quell'aspetto di un insieme eterogeneo costituito da un miscuglio di tufo, marmo e mattoni.
Non furono tanto gli Unni di Attila a destare preoccupazione per la città, visto che vennero fermati, più o meno “miracolosamente”, abbastanza lontano, quanto piuttosto i Vandali di Genserico, che nel 455, come già aveva fatto Alarico, entrarono in Roma per le porte Ostiense e Portuense ancora una volta spalancate. Era però un momento in cui il potere civile era praticamente inesistente, e di conseguenza anche quello militare era latitante. A parziale ulteriore attenuante della mancata difesa non va però sottovalutato che all'epoca la città attraversava un periodo difficile: ne sarebbe prova un editto di Teodosio II e Valentiniano III che nel 440 imponeva il restauro urgente di mura, torri e porte; editto che, secondo le fonti, parrebbe essere stato ignorato, anche perché due anni più tardi la città ebbe da fare i conti con una pestilenza, ricordata da L. A. Muratori nei suoi Annali d'Italia. Il terremoto del 443 aggravò sensibilmente lo stato delle cose, arrecando danni anche ingenti.
Solo alla fine del secolo le mura furono finalmente restaurate da Teodorico, re ostrogoto d'Italia, dopo essersi liberato di Odoacre, re erulo d'Italia, in una guerra che provocò altri danni alle mura di Roma. Ancora un grosso spavento si ebbe quando nel 537 Vitige, re degli Ostrogoti attaccò ripetutamente (ma invano) le mura di Roma difese da Belisario, generale dell'imperatore Giustiniano, durante il lungo assedio della città, e poi, quarant'anni dopo, il ventennale assedio longobardo. Ma la città era ormai in piena decadenza; l'impero era finito e il potere politico lasciava il posto al potere ecclesiastico.
Papa Pio IV, nella seconda metà del Cinquecento, provvide alla ristrutturazione e rafforzamento delle mura in seguito al timore che Roma potesse essere invasa dai pirati barbareschi che in quegli anni si erano resi particolarmente minacciosi verso la capitale, devastando le città costiere laziali. L'intervento comprese anche l'edificazione di una più vasta cinta difensiva in sostituzione delle Mura leonine, erette da papa Leone IV a difesa della Basilica di San Pietro, già saccheggiata durante l'incursione dell'846 da parte dei pirati saraceni.

### Le mura nell'età moderna

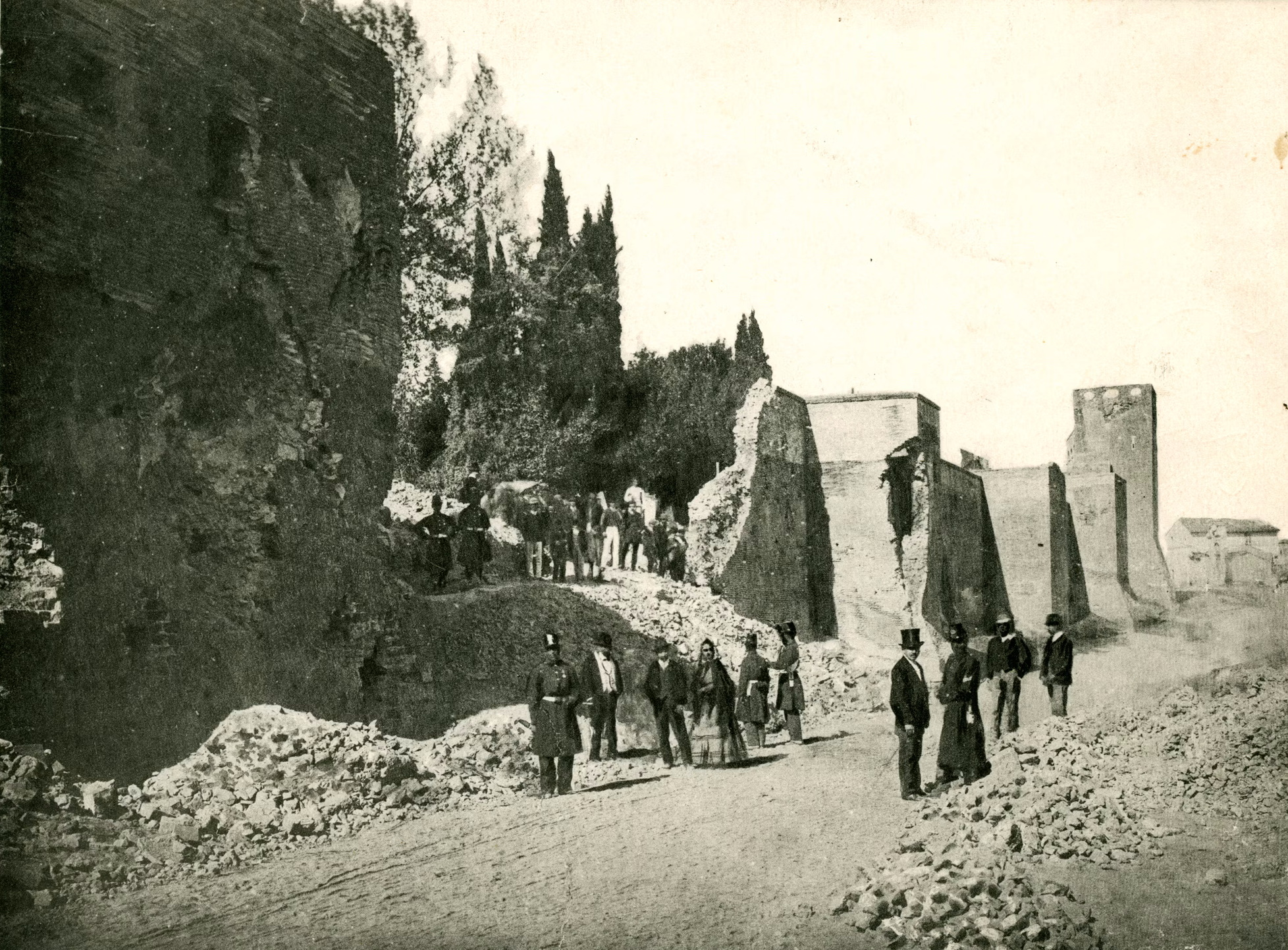
Le mura abbattute accanto a Porta Pia.

Le mura continuarono ad avere un ruolo difensivo per la città per secoli (insieme con gli ampliamenti sulla riva destra, le Mura Leonine e Gianicolensi, rispettivamente nel IX e nel XVII secolo) fino al 20 settembre 1870, quando con la presa di Roma i Bersaglieri aprirono una breccia vicino a Porta Pia e posero fine al dominio temporale del papato.
Diversi furono gli interventi da parte dei papi lungo i secoli: i più rilevanti furono l'edificazione, nella parte sud, non lontano da Porta San Sebastiano, dei bastioni del Sangallo nel XVI secolo, più adatti all'uso dei cannoni rispetto alle mura antiche e la totale distruzione delle mura che circondavano il Gianicolo, per opera di papa Urbano VIII verso la metà del XVII secolo. Nel 1821, proprio a ridosso delle mura all'altezza della Piramide Cestia, venne aperto il Cimitero acattolico.

### Il XXI secolo

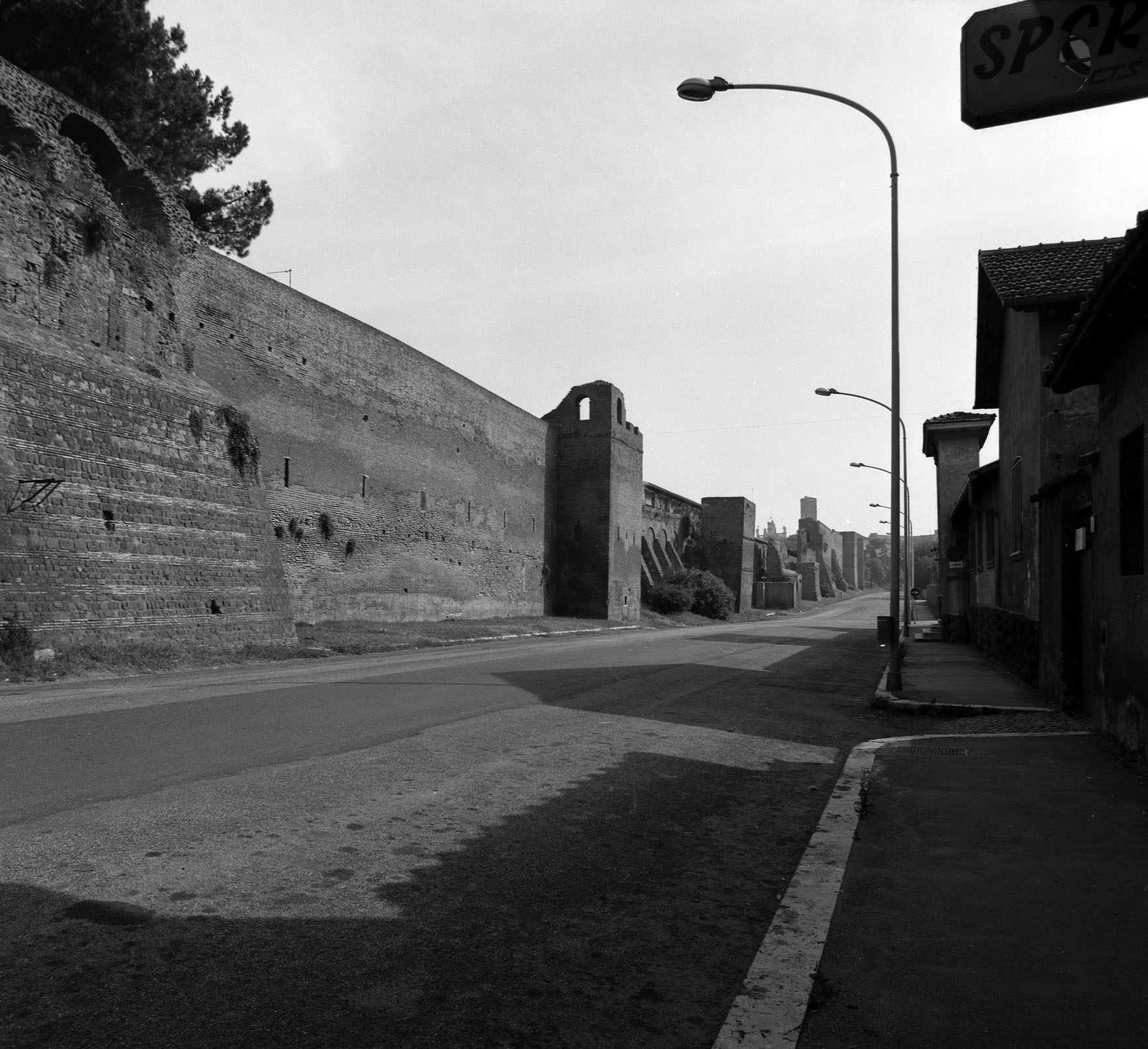
Viale Castrense 1982

Proprio alla loro lunga funzionalità è legato il buono stato di conservazione che, tuttavia, nella parte sud della città, in via di Porta Ardeatina, ha conosciuto a Pasqua del 2001 un parziale collasso per una lunghezza di 20 metri circa, dovuto a fenomeni infiltrativi, provocati dall'acqua piovana e dalla mancata manutenzione del complesso murario da parte del Comune che, pure, nel 1999 aveva stanziato e speso poco meno di 30 miliardi di lire per i restauri necessari.
Per ripristinare lo status quo ante ed evitare nuovi collassi in futuro, l'Istituto di acustica (Idac) del Consiglio Nazionale delle Ricerche e l'Università degli Studi di Roma "Tor Vergata" hanno condotto analisi fortemente innovative per progettare e costruire un'apparecchiatura di indagine diagnostica, basata sul sistema della TAC, al fine di studiare l'evoluzione e l'eventuale degrado dei materiali che costituiscono le mura. Il danno alle Mura è stato poi opportunamente riparato nel 2006.
Dentro Porta San Sebastiano il Museo delle Mura è dedicato proprio a questa grande opera architettonica.
Un nuovo crollo si è verificato il 1º novembre 2007: un tratto di mura alto 10 metri e largo quindici, per una profondità di un metro, è rovinato lungo viale Pretoriano, nel quartiere di San Lorenzo, fortunatamente senza conseguenze sulle vite umane (in quella zona parecchi senzatetto si riparano sotto le mura). Una concausa del crollo è stata individuata nelle forti e incessanti piogge che imperversavano sulla città in quei giorni.

#### Degrado e abuso delle mura
Sebbene il Comune di Roma prevedesse, con una delibera del 1980, interventi di recupero, restauro e lotta all'abusivismo, non è ancora riuscito a ottenere una dignitosa sistemazione per la totalità della fascia adiacente al muro, quello che anticamente era il pomerium. Proprietà private addossate al muro, inglobamento di tratti di muro in proprietà private, concessione di torri o bastioni adeguatamente sistemati per uso abitativo hanno completamente snaturato alcune parti del complesso, deturpandone l'aspetto originario, sebbene eleganti portoncini, balconi e finestrelle, realizzati a volte in un improbabile stile rinascimentale e magari parzialmente nascosti tra una vegetazione rampicante, cerchino di rendere l'abuso meno sgradevole. Si tratta di una presenza sparsa un po' dovunque, lungo il tragitto delle mura, ma con una particolare concentrazione nell'area tra porta Pinciana e piazza Fiume e in quella intorno a porta Tiburtina e a porta Ardeatina.
All'uso residenziale privato  di un bene storico e archeologico (così tollerato) si aggiunge spesso non solo quello commerciale-artigianale, con piccole aziende ed esercizi commerciali addossati al muro (bar, officine meccaniche, ecc.), ma anche quello operato da grandi aziende anche pubbliche (nei pressi di porta San Giovanni o di Castro Pretorio, ad esempio), istituti bancari nazionali o sedi e acquartieramenti militari. In tutti questi ultimi casi lo sfruttamento del monumento risulta tanto più pesante in quanto vengono occupate aree di notevole ampiezza, che rendono quindi di lunghezza elevata i tratti di muro occultati e resi inaccessibili.

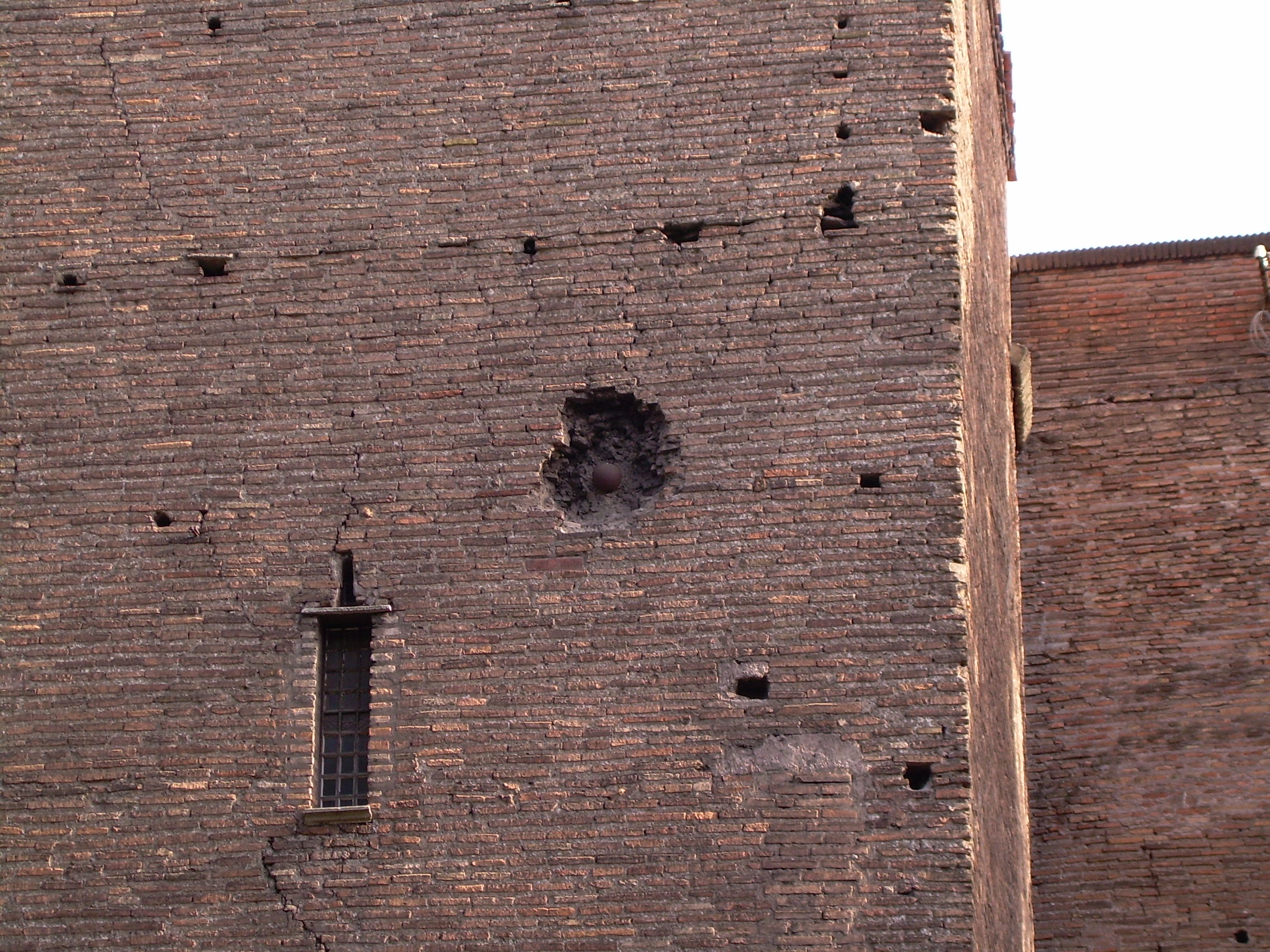
Palla di cannone incastonata nelle mura.
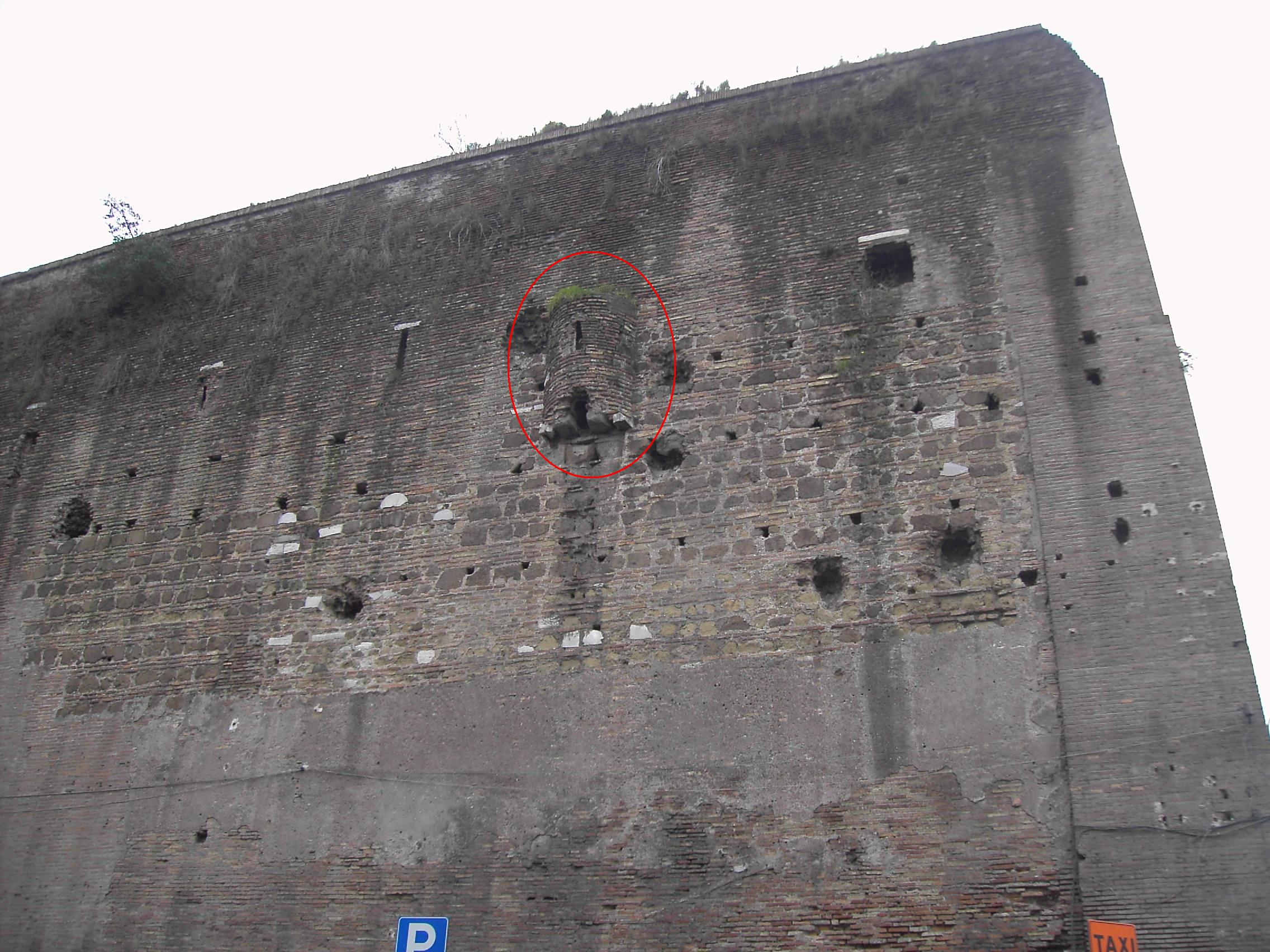
La latrina nel tratto di mura presso la Porta Salaria.

## Struttura originaria delle mura
Il tracciato originario seguiva per buona parte il confine daziario di Roma, che non era una struttura fisica preesistente, ma semplicemente una linea ideale, identificata da pietre (dette appunto “daziarie”) sistemate, verso il 175, una per ogni via principale di accesso alla città, nel punto in cui, convenzionalmente, erano posti gli “uffici di dogana”. Le mura Aureliane ribadivano pertanto un confine commerciale già esistente e tre di queste pietre sono state rinvenute murate o interrate nei pressi di altrettante porte (la Salaria, la Flaminia e l'Asinaria).
Per dare maggior rapidità all'edificazione diverse squadre lavorarono contemporaneamente su tratti separati, e per motivi economici e militari molte costruzioni precedenti furono incluse nei quasi 19 km di perimetro delle mura. Fra queste, l'Anfiteatro Castrense, la Piramide Cestia, due o forse tre lati del Castro Pretorio, di cui furono murate altrettante porte, e diversi tratti di vari acquedotti vennero inglobati nella struttura muraria. Questa era alta dai 6 agli 8 metri (più 2 di fondazioni) e dello spessore di 3,30 metri (60 cm di muro e 2,70 m di ronda). Inoltre, per limitare le spese di esproprio dei terreni su cui realizzare la cinta, poco meno del 40% dell'intero perimetro fu fatto passare su terreno demaniale.
L'intera struttura si componeva di 378 tratti di muro merlato intervallati ogni 30 metri da 381 torri a pianta rettangolare e da 14 porte principali, oltre a diverse altre porte e passaggi secondari, 116 servizi igienici e numerosissime feritoie. Solo ai lati delle porte si trovavano torri cilindriche, ma è dubbio se fossero inizialmente così o se la forma a pianta circolare sia frutto del restauro realizzato da Onorio. Nei punti orograficamente più scoscesi la parte interna del muro era rinforzata da un terrapieno.
Gli architetti di Aureliano compresero che più di una cinta muraria piatta, le torri e le baliste (circa 800) piazzate su ciascuna torre avrebbero garantito una maggior copertura di tiro e avrebbero quasi completamente eliminato gli inevitabili “punti morti”. Ogni torre fu quindi provvista di finestre laterali che potessero assicurare un raggio d'azione lungo tutto il tratto di muro fino alla torre successiva, sia su un lato sia sull'altro. In tempi successivi alcune finestre ballistarie furono murate (ogni torre aveva, generalmente, una finestra per lato e due frontali), sostituite da semplici feritoie, e le baliste furono sistemate solo nei punti strategicamente più importanti.
Una delle preoccupazioni maggiori per una città assediata era la disponibilità di rifornimento idrico. Questo, oltre certamente alla difesa di un'area alquanto abitata, fu uno dei principali motivi per cui la cerchia delle mura inglobò anche la zona di Trastevere e del Gianicolo, sul lato destro del fiume, consentendo in tal modo il controllo, per un tratto abbastanza lungo, di entrambe le sponde del Tevere.

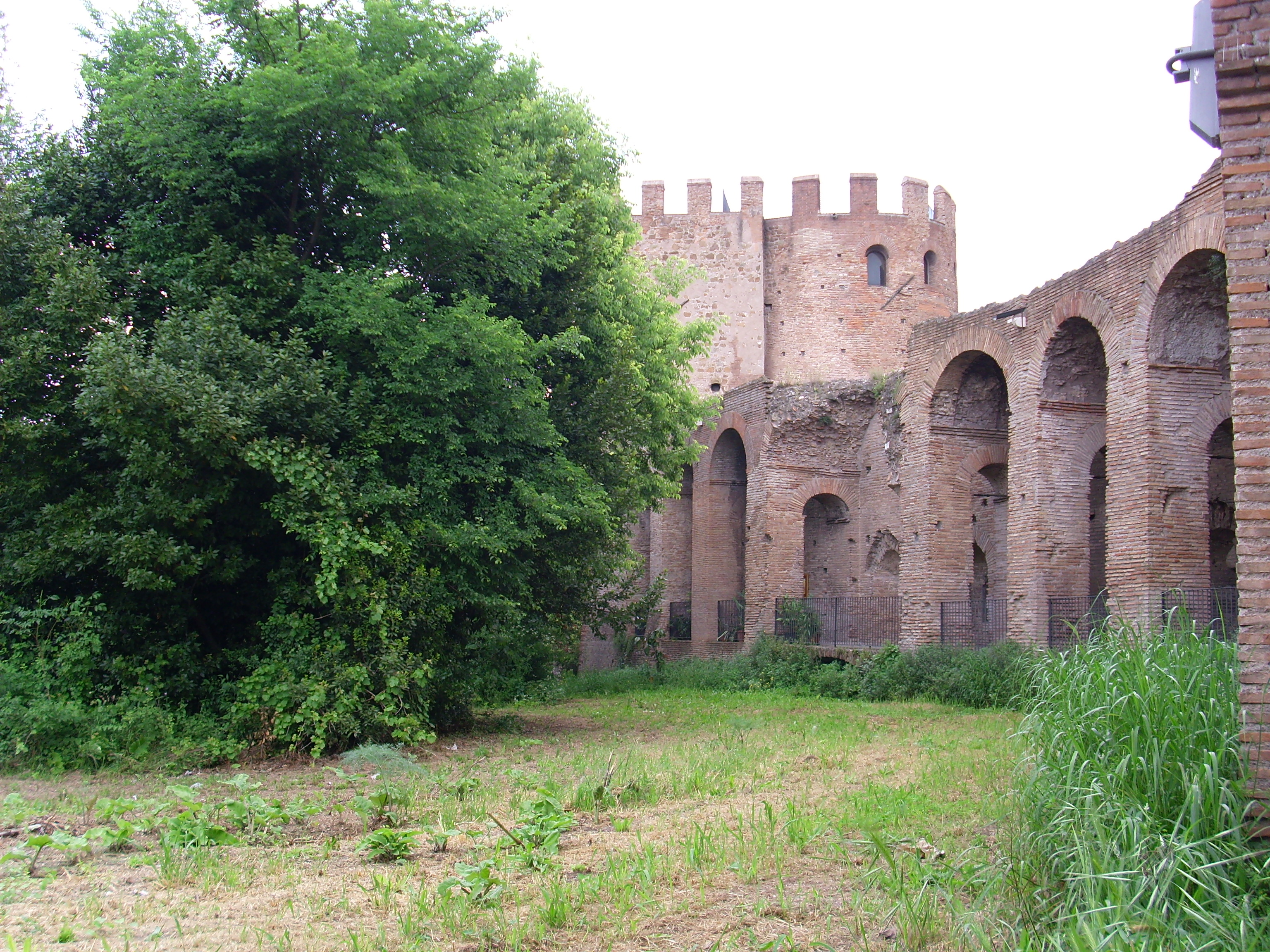
Tratto di mura visto dall'interno della città; è visibile il corridoio di camminamento inferiore, coperto. In fondo Porta San Sebastiano
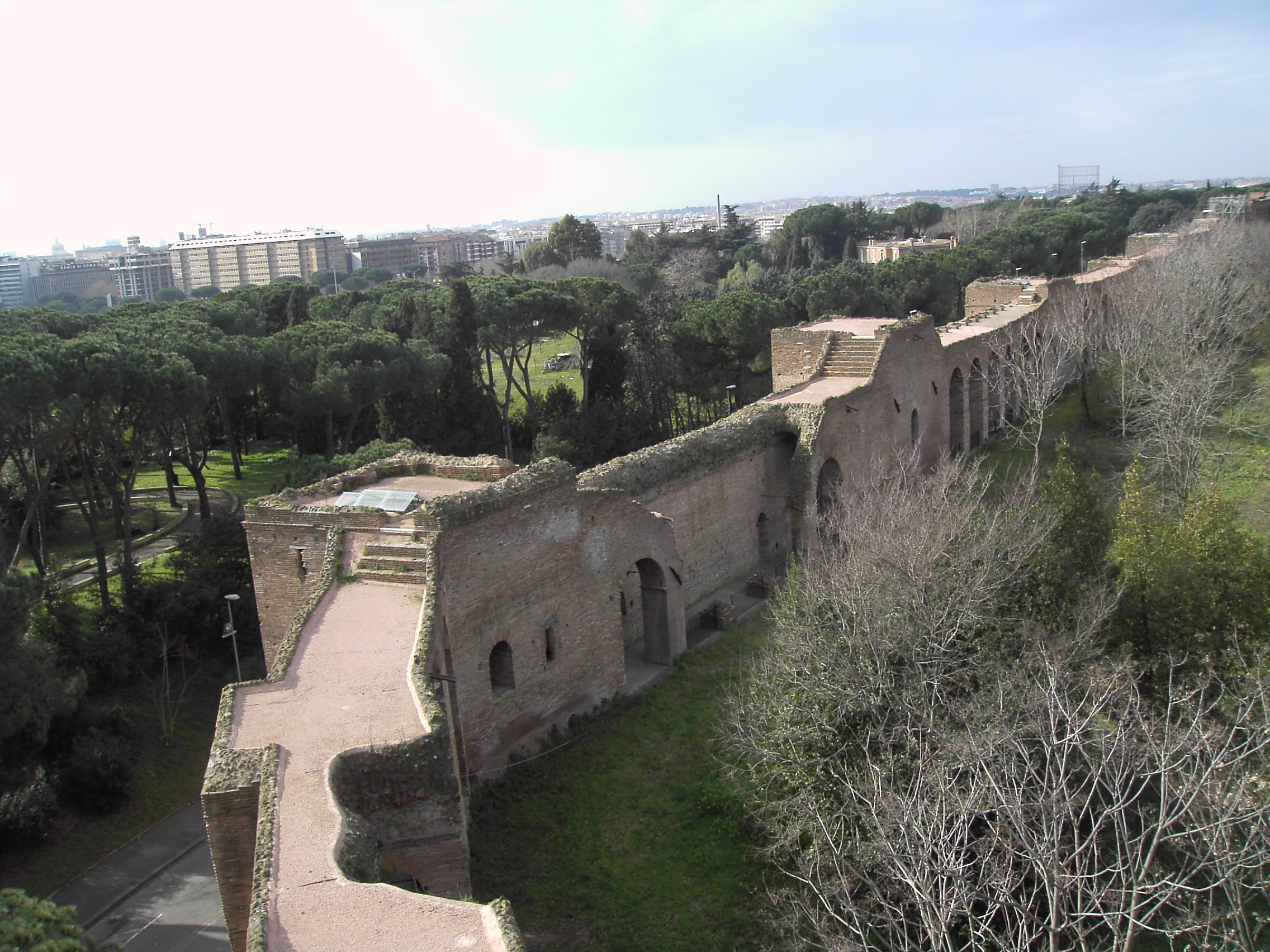
Le mura da Porta san Sebastiano a Porta Ardeatina
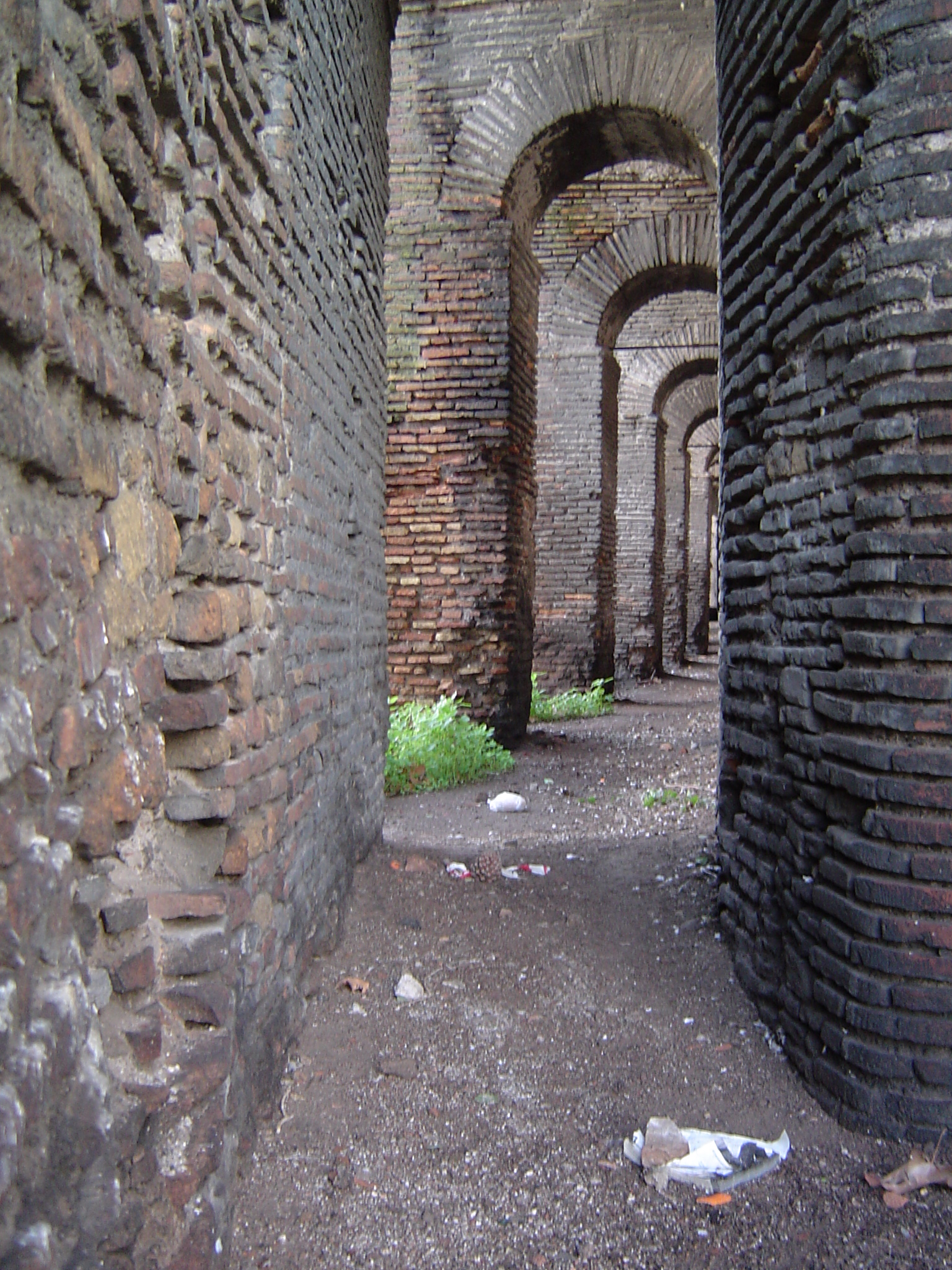
Cammino di ronda a Porta Metronia
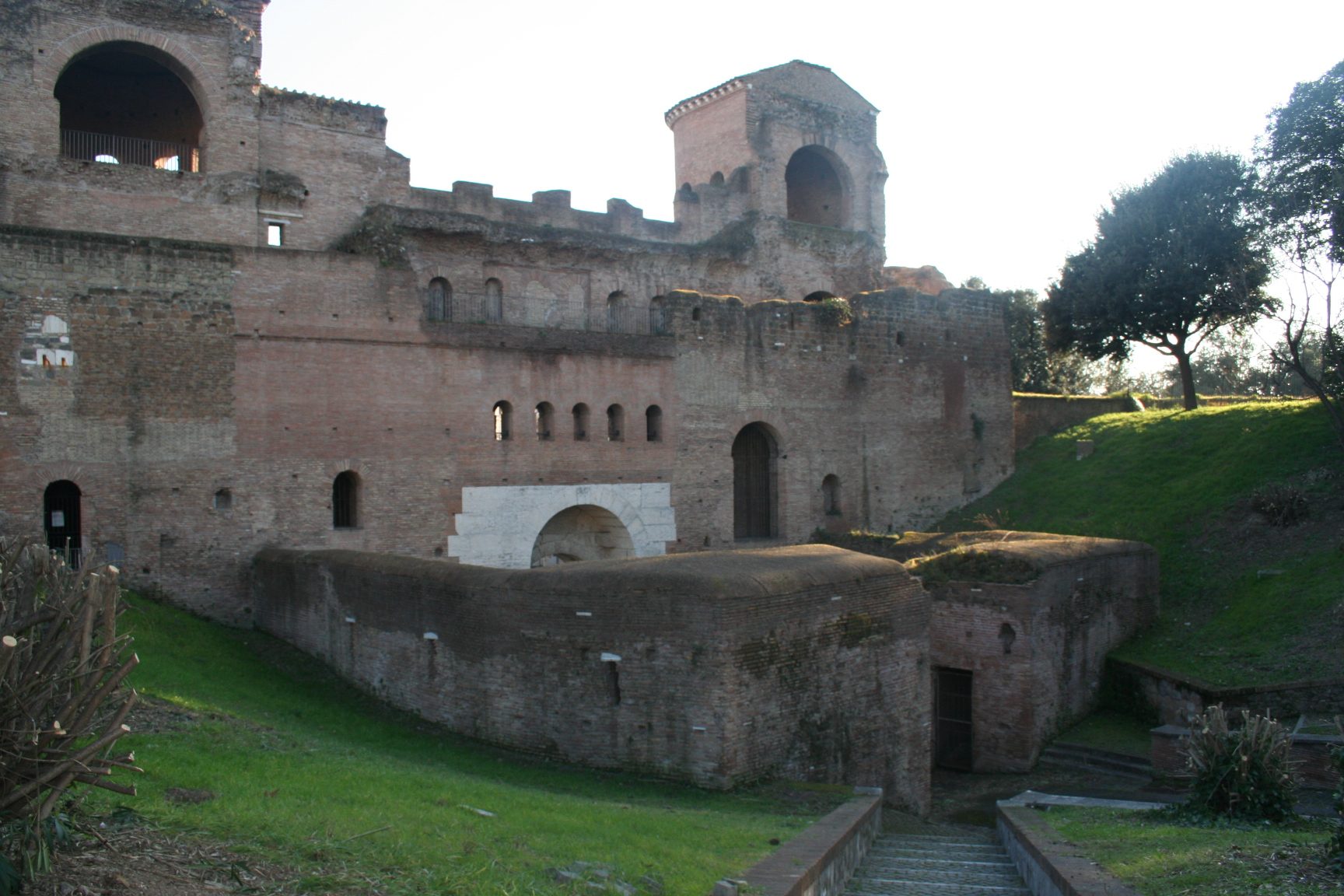
Porta Asinaria, vista dall'interno delle mura
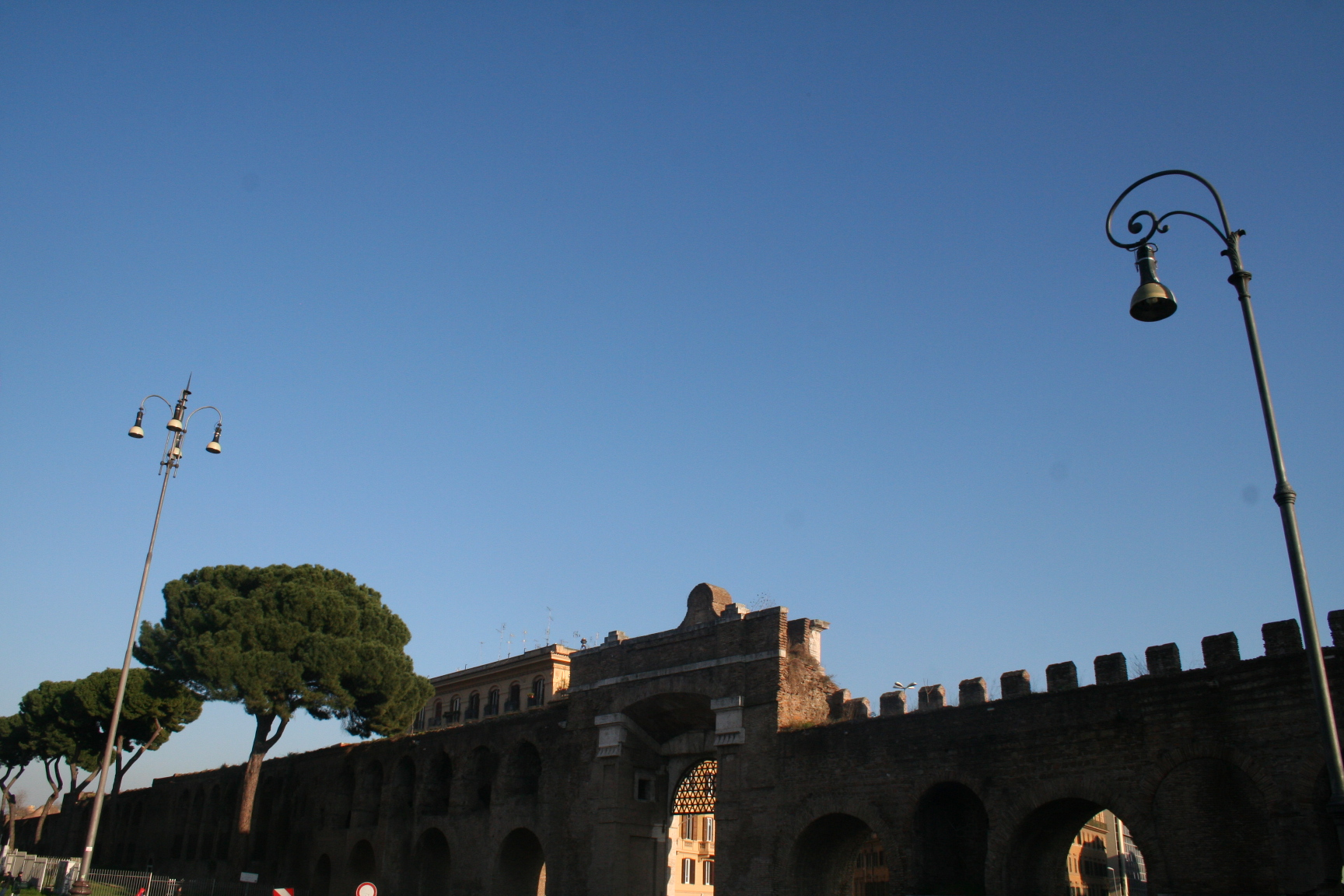
Porta San Giovanni, vista dall'interno delle mura

### Porte nelle Mura

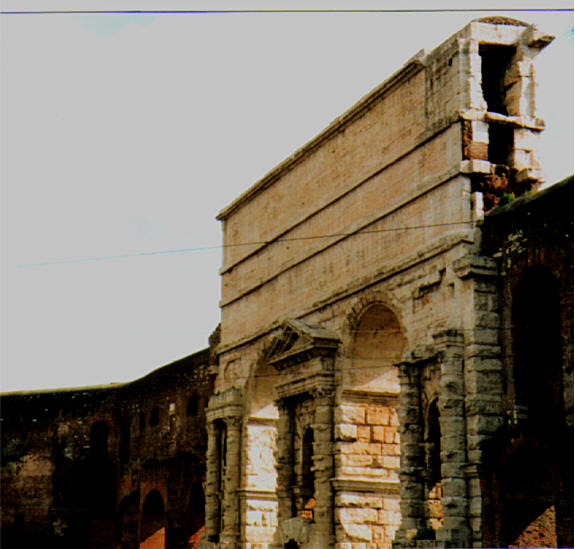
Porta Maggiore. È ben visibile la sezione dello speco degli acquedotti Claudia e Anio novus.

Le porte, in numero di 18, erano generalmente di tre tipi, a seconda dell'importanza che all'epoca rivestivano le strade che da esse si dipartivano: le più importanti si componevano di due arcate gemelle, avevano una pavimentazione in travertino ed erano affiancate da due torri cilindriche; una sola arcata avevano quelle porte a cui si riconosceva un'importanza secondaria, con pavimentazione in opus latericium, attico in travertino e due torri cilindriche; al terzo tipo appartenevano porte costituite da una semplice arcata e affiancate dalle comuni torri quadrangolari. Fa eccezione a questa classificazione la Porta Prenestina-Labicana (oggi Porta Maggiore) che, sebbene appartenesse, come importanza, al III tipo, fu però aperta inglobando l'arco a due fornici costruito dall'imperatore Claudio nel 52 e facente parte dei due acquedotti sovrapposti Claudia e Anio novus. Ancora al III tipo dovrebbe appartenere la Porta Settimiana, ma i numerosi restauri e rifacimenti non consentono alcuna certezza sulla sua struttura originale. Altre porte erano considerate solo secondarie.
C'era poi tutta una serie di passaggi (difficilmente quantificabili a causa dei numerosi interventi di ristrutturazione e modifica), le posterule (o postierle), come la Porta Ardeatina: delle semplici aperture nel muro con un paio di metri di luce, la cui difesa consisteva in una rientranza del muro stesso, a formare un piccolo bastione. Alcune di queste posterule si aprivano verso il fiume, nel lungo tratto di mura erette sulla sponda sinistra del Tevere all'incirca dall'attuale Ponte Regina Margherita fino a Ponte Sisto, in corrispondenza di piccoli scali per le merci; la più importante, la Porta Domitia, si trovava nei pressi della "Torre dell'Annona", diventata poi "Tor di Nona".
Già Costantino, con generose donazioni di terreni ed edifici, oltre alla liberalizzazione religiosa, aveva affidato alle gerarchie della giovane chiesa cristiana una solida piattaforma per l'acquisizione di una posizione primaria nella gestione delle cose romane. Ai tempi di Onorio e Alarico l'influenza della chiesa era già diventata predominante, tant'è che da allora si assistette, un po' alla volta, a una sorta di “cristianizzazione” delle porte, nel senso che i nomi (che prima derivavano dalla via che da ciascuna porta usciva) cambiarono riferendosi a chiese e tombe di Santi che attraverso di esse erano raggiungibili. Era, tra l'altro, il segno di un decadimento di importanza di molte strade consolari.
Il fenomeno non coinvolse però tutte le porte; alcune conservarono il loro nome originario, sia perché le rispettive strade erano cadute in abbandono (porta Latina, Metronia e Clausa) o per un calo demografico dell'area circostante (porta Settimiana) o per la permanenza dell'importanza della loro caratteristica (Porta Portuense e Salaria, sotto cui ancora passava l'antichissima “via del sale”). In qualche caso il nome “cristianizzato” venne col tempo ulteriormente cambiato, come per la porta Nomentana, divenuta di Sant'Agnese e poi, dopo la metà del Cinquecento, porta Pia, ricostruita poco distante dalla sua posizione originaria.
Segue l'elenco delle 18 porte nelle Mura Aureliane, da nord e in senso orario:
| Porta               | Tipologia | Via consolare                 | Denominazione post-classica | Note | Immagine                        |
| ------------------- | --------- | ----------------------------- | --- | --- | ------------------------------- |
| Flaminia            | I-II      | Flaminia                      | Porta del Popolo, dall'adiacente basilica minore.                                                                                               | Fu eretta alla fine della Via Lata, presso il Sepolcro dei Domizi.                                                                      |                                 |
| Pinciana            | III       | Salaria Vetus                 | Porta Salaria Vetus, Porta Turata, Porta Belisaria                                                                                              | Originariamente una semplice posterula, fu ingrandita nella forma attuale dal restauro di Onorio nel 403.                               |                                 |
| Salaria             | II        | Salaria Nova                  | Occasionalmente anche Porta San Silvestro, dalla vicina (2,5 km) sepoltura di san Silvestro I papa nelle catacombe di Priscilla su via Salaria. | Demolita nel 1921 per motivi di viabilità, al suo posto si trova Piazza Fiume.                                                          |                                 |
| Nomentana           | III       | Nomentana                     | Occasionalmente anche Porta Sant'Agnese, dalla vicina (ca. 2 km) basilica minore su via Nomentana.                                              | Nel 1561-5 fu murata e sostituita dall'adiacente Porta Pia.                                                                             |                                 |
| Praetoriana         | –         | –                             | – | Una delle quattro porte che si aprivano nel muro di cinta dei Castra Praetoria. Fu precocemente murata.                                 |                                 |
| Clausa              | III       | –                             | – | Una delle quattro porte che si aprivano nel muro di cinta dei Castra Praetoria. Fu precocemente murata.                                 |                                 |
| Tiburtina           | III       | Tiburtina Valeria e Collatina | Occasionalmente anche Porta San Lorenzo, dalla vicina (ca. 1 km) basilica minore su via Tiburtina.                                              | Originariamente era un arco monumentale di tre acquedotti, costruito da Augusto nel 5 a.C.                                              |                                 |
| Prenestina-Labicana | III       | Prenestina e Labicana         | Porta Maggiore, dalla vicina (1,5 km) basilica papale.                                                                                          | Originariamente era un arco monumentale degli acquedotti Aqua Claudia e Anio Novus, costruito da Claudio nel 52 d.C.                    |                                 |
| Asinaria            | III       | Asinaria                      | Porta Lateranense o anche Porta San Giovanni, dall'adiacente basilica papale.                                                                   | Nel 1574 fu chiusa e sostituita dall'attuale e adiacente Porta San Giovanni. Nel 1956 fu riaperta come passaggio pedonale.              |                                 |
| Metronia            | III       | –                             | Porta Gabiusa, Porta Metaura | Probabilmente aveva la funzione di semplice posterula. Fu murata nel 1122.                                                              |                                 |
| Latina              | II        | Latina                        | Porta Libera | Nelle vicinanze sorge la chiesa di San Giovanni a Porta Latina.                                                                         |                                 |
| Appia               | I         | Appia                         | Porta San Sebastiano, dalla vicina (ca. 2,5 km) basilica minore sulla via Appia.                                                                | Attualmente ospita il Museo delle mura.                                                                                                 |                                 |
| Ardeatina           | III       | Ardeatina                     | – | Probabilmente si trattava di una semplice posterula. Precocemente murata.                                                               |                                 |
| Ostiense            | I         | Ostiense                      | Porta San Paolo, dalla vicina (ca. 2 km) basilica papale su via Ostiense.                                                                       | Attualmente ospita il Museo della Via Ostiense.                                                                                         |                                 |
| Portuensis          | I         | Portuense                     | Porta Portese, raramente anche Porta del Porto                                                                                                  | Per la costruzione delle mura gianicolensi, nel 1644 fu demolita e sostituita dall'omonima Porta Portese attuale, 453 metri più a nord. |                                 |
| Aurelia             | III       | Aurelia                       | Porta San Pancrazio, dalla vicina (ca. 800 metri) basilica minore su via Aurelia.                                                               | Ricostruita nel suo aspetto attuale nel 1854. Dal 2011 ospita il Museo della Repubblica Romana e della memoria garibaldina.             | Antica Porta San Pancrazio Roma |
| Settimiana          | III       | –                             | – | A partire almeno dal XV secolo di qui usciva la via che conduceva a Porta Santo Spirito e al Vaticano, l'odierna Via della Lungara.     |                                 |
| Cornelia            | ?         | Cornelia                      | Porta San Pietro, dalla vicina (ca. 500 metri) basilica papale.                                                                                 | Si trovava sulla riva sinistra del Tevere, presso il pons Aelius (odierno Ponte Sant'Angelo). Precocemente scomparsa.                   |                                 |

### Il tracciato

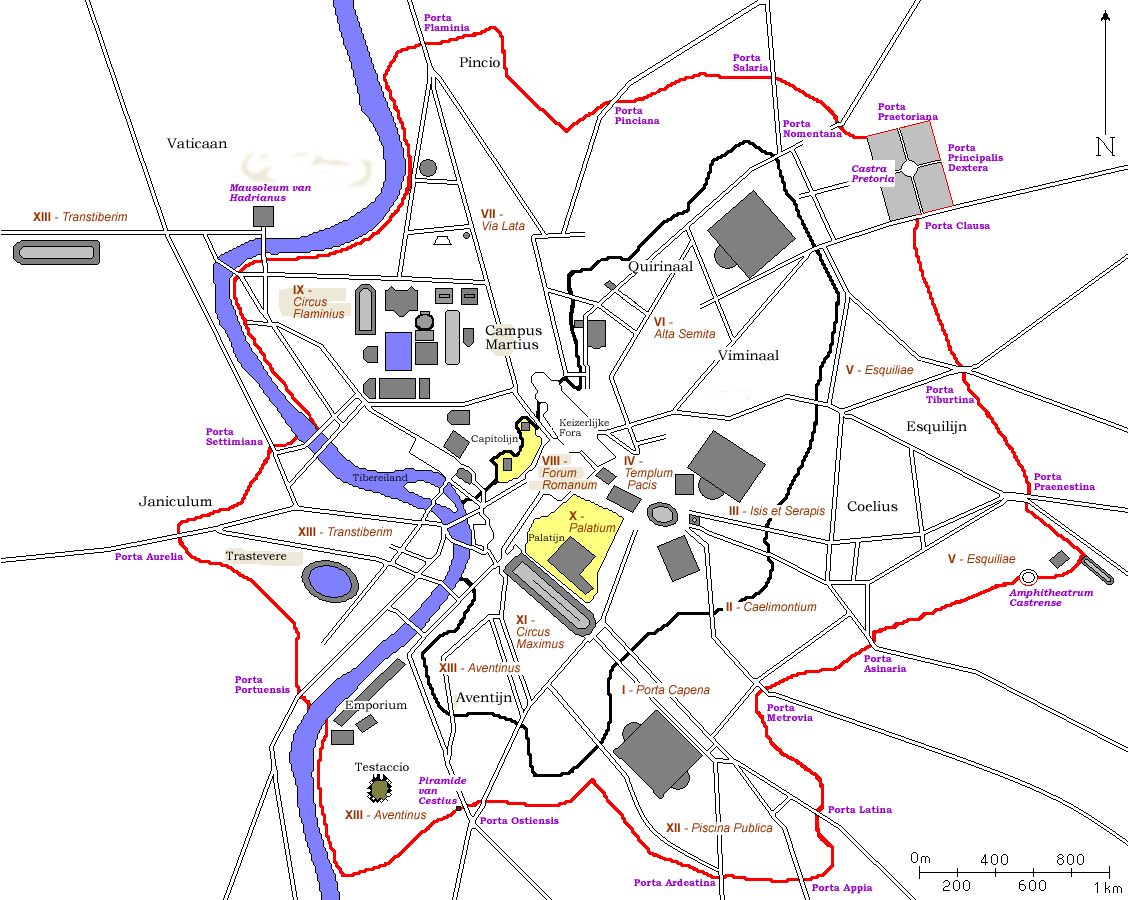
Mappa del tracciato delle Mura Aureliane

Ammone geometra misurò le mura di Roma prima dell'invasione dei Goti di Alarico e le trovò avere una lunghezza di 21 miglia: esse sono in gran parte ancora in piedi. La prima traccia visibile, partendo da nord e proseguendo in senso orario, è la Porta Flaminia (oggi Porta del Popolo, tra l'omonima piazza e il piazzale Flaminio), alla quale segue il tratto, abbastanza ben conservato (ma la porzione iniziale è frutto di rifacimenti recenti) che, includendo con un tracciato sinuoso il Pincio, è noto con il nome di Muro Torto e che in origine costituiva la struttura di sostegno per gli Horti Aciliorum, una delle ville imperiali. Il muro costeggia il lato destro della strada che a sua volta, sulla sinistra, costeggia Villa Borghese.
Alla sommità della collina, dove via del Muro Torto diventa Corso d'Italia incrociando via Veneto, si trova Porta Pinciana, da cui usciva l'antica Via Salaria (la Via Salaria Vetus). Il tratto successivo, che continua a costeggiare Corso d'Italia, è particolarmente ben conservato (e in parte abitato), con 18 torri ancora in buono stato. In una delle ultime torri, quella di fronte a via Po, sono ancora visibili i segni della battaglia del 20 settembre 1870 che segnò la fine del potere temporale dei papi: una palla di cannone dell'esercito italiano è ancora conficcata nel muro; quel muro che, costruito per tener testa a catapulte e arieti, resistette a cinque ore di cannoneggiamenti.
All'altezza di piazza Fiume si apriva la Porta Salaria, costituita da un unico fornice tra due torri semicircolari. Danneggiata durante la presa di Roma nel 1870, fu ricostruita prima di essere definitivamente smantellata nel 1921: la sua pianta è ancora indicata, appena visibile, sul selciato odierno. Di qui usciva la via Salaria Nova, il cui percorso coincide in gran parte con quello della moderna via Salaria. Subito dopo la porta, nella parte alta del muro, in corrispondenza quindi del camminamento interno, è visibile la meglio conservata delle latrine ancora esistenti, costituita da una sporgenza nel muro, di forma semicilindrica, posta su due mensole di travertino.
Il muro, sempre piuttosto ben conservato sebbene in questo tratto sia stata aperta la nota “breccia di Porta Pia”, continua a costeggiare corso d'Italia per un breve tratto fin dove quest'ultimo diventa viale del Policlinico, incrociando la via Nomentana: qui si apre la Porta Pia, risalente alla seconda metà del XVI secolo e aperta in sostituzione della Porta Nomentana, che si trova circa 75 metri più a est, oggi chiusa, dalla quale usciva l'antica via omonima. Di quest'ultima porta sono visibili gli stipiti e la torre semicircolare di destra, mentre quella di sinistra fu abbattuta nel 1827.
Nel successivo breve tratto di muro si aprivano due posterule, murate nella ristrutturazione operata da Onorio: la prima a una quarantina di metri dalla Porta Nomentana e l'altra subito dopo l'incrocio con via Montebello. Subito dopo l'incrocio con viale Castro Pretorio si trova la Porta Praetoriana, una delle quattro porte dei castra prætoria, la grande caserma dei pretoriani che l'imperatore Tiberio costruì tra il 20 e il 23 per riunire in un'unica sede le 9 coorti istituite da Augusto come guardia imperiale. L'accampamento aveva pianta rettangolare ed era delimitato da un muro alto circa 4,70 metri per uno spessore di 2,10, nel quale si aprivano quattro porte al centro di ciascun lato e dal quale sporgevano torri quadrate. Quando Aureliano incluse i castra nel perimetro difensivo, il muro esterno fu rialzato di circa 5 metri (circa 2,5-3 metri in alto e 2 in basso, come fondazioni), fu munito di una nuova e più fitta merlatura e vennero chiuse le porte settentrionale (la Porta Praetoriana, le cui tracce sono ancora visibili) e orientale. La porta meridionale è scomparsa, con buona parte del muro su tutto il lato. La porta occidentale è scomparsa con il muro su tutto il lato. In seguito Massenzio rialzò ulteriormente il muro e rinforzò le torri, oggi quasi completamente scomparse. Il muro sul lato rivolto verso la città (lungo l'attuale viale Castro Pretorio) e la relativa porta Praetoriana furono probabilmente smantellati quando Costantino sciolse il corpo dei pretoriani. Al tempo di Onorio, fu abbassato il livello del terreno lungo il lato esterno a nord e in parte a est, mettendo a nudo le fondazioni per ben 3,5 metri.
Il muro segue il perimetro dei castra lungo viale del Policlinico su tutto il lato nord, est e parte di quello meridionale. Abbandonata poi l'area dell'accampamento si apriva un'altra porta, all'altezza del civico 4-6 di via Monzambano, rivestita di travertino, il cui nome originario non è noto ma che viene denominata Porta Clausa (o Chiusa), perché già in epoca antica ma non ben precisata fu murata e messa fuori uso. Attraverso questa porta passava la via che, congiungendosi con quella proveniente dalla porta Viminalis delle mura serviane, si congiungeva più a sud con la via Tiburtina.
Il tratto successivo, costeggiato nel suo lato interno da viale Pretoriano, è conservato solo parzialmente nella sua parte inferiore, mutilato a causa di vari tagli effettuati per aprire passaggi stradali e in parte nascosto e inglobato in proprietà pubbliche e private, in particolare il Palazzo Aeronautica costruito a ridosso della fortificazione (1929-31). Riappare nel tratto costeggiato, nel lato esterno, da viale di Porta Tiburtina - con l'inserzione di fornici per la viabilità odierna aperti tra via dei Ramni e piazzale Sisto V, ove si trova l'arco di Sisto V - fino all'incrocio con via Tiburtina Antica, dove si trova la monumentale Porta Tiburtina, poi chiamata Porta San Lorenzo.
Il muro prosegue oltre Piazzale Tiburtino, costeggiato da via di Porta Labicana. Tra la quinta e la sesta torre dopo la porta, quindi circa all'incrocio con via dei Sabelli, venne inglobata nel muro la facciata di un edificio in laterizio, probabilmente una casa di abitazione a tre piani, dove sono ancora individuabili le finestre murate e le mensole in travertino che sostenevano un balcone al secondo piano. La presenza dell'edificio impedì la costruzione di una torre che avrebbe dovuto trovarsi in quel punto. Poco oltre è visibile una posterula con architrave, chiusa, che era forse utilizzata per l'accesso agli Horti Liciniani, di cui rimane, sull'altro lato della sede ferroviaria, l'edificio circolare noto come "Tempio di Minerva Medica". All'inizio di via dei Marsi si trova una torre merlata ristrutturata da Clemente XI a seguito dei danni subiti a causa di un terremoto nel 1704.
Proseguendo lungo via di Porta Labicana il muro piega leggermente a sinistra; poco prima dell'incrocio con via dei Bruzi scompare, tagliato per far posto alla sede ferroviaria, e ricompare sull'altro lato, in piazza di Porta Maggiore, dominata dalla monumentale Porta Prenestina-Labicana, oggi conosciuta come Porta Maggiore, composta da due arcate degli acquedotti Claudia e Anio novus.
Il tratto seguente delle mura, che piega bruscamente verso est seguendo all'incirca il tracciato iniziale di via Casilina, continua a sfruttare le arcate dell'acquedotto che, con la chiusura dei fornici, venne trasformato in muro difensivo. All'altezza dell'incrocio con la Circonvallazione Tiburtina il muro abbandona l'acquedotto e piega di nuovo bruscamente con un angolo acuto verso sud-ovest a seguire il tracciato stradale, inglobando il Palazzo Sessoriano (il palazzo imperiale i cui resti sono ora compresi nell'area della basilica di Santa Croce in Gerusalemme) e l'anfiteatro castrense, di cui è stato sfruttato il muro perimetrale chiudendo le arcate e lasciando sporgere una parte dell'ellisse. Il muro segue poi il tracciato di viale Castrense, ben conservato e con restauri recenti; i problemi dovuti al dislivello del terreno furono affrontati con la realizzazione, in alcuni punti, di una doppia galleria sovrapposta all'interno del muro, per non interrompere il camminamento. I restauri moderni sono ben visibili soprattutto sul lato esterno, mentre la facciata interna del muro è meglio conservata nel suo aspetto originario. Alla fine di viale Castrense si arriva alla Porta San Giovanni, aperta nel 1574 per facilitare la viabilità in sostituzione della vicina Porta Asinaria.

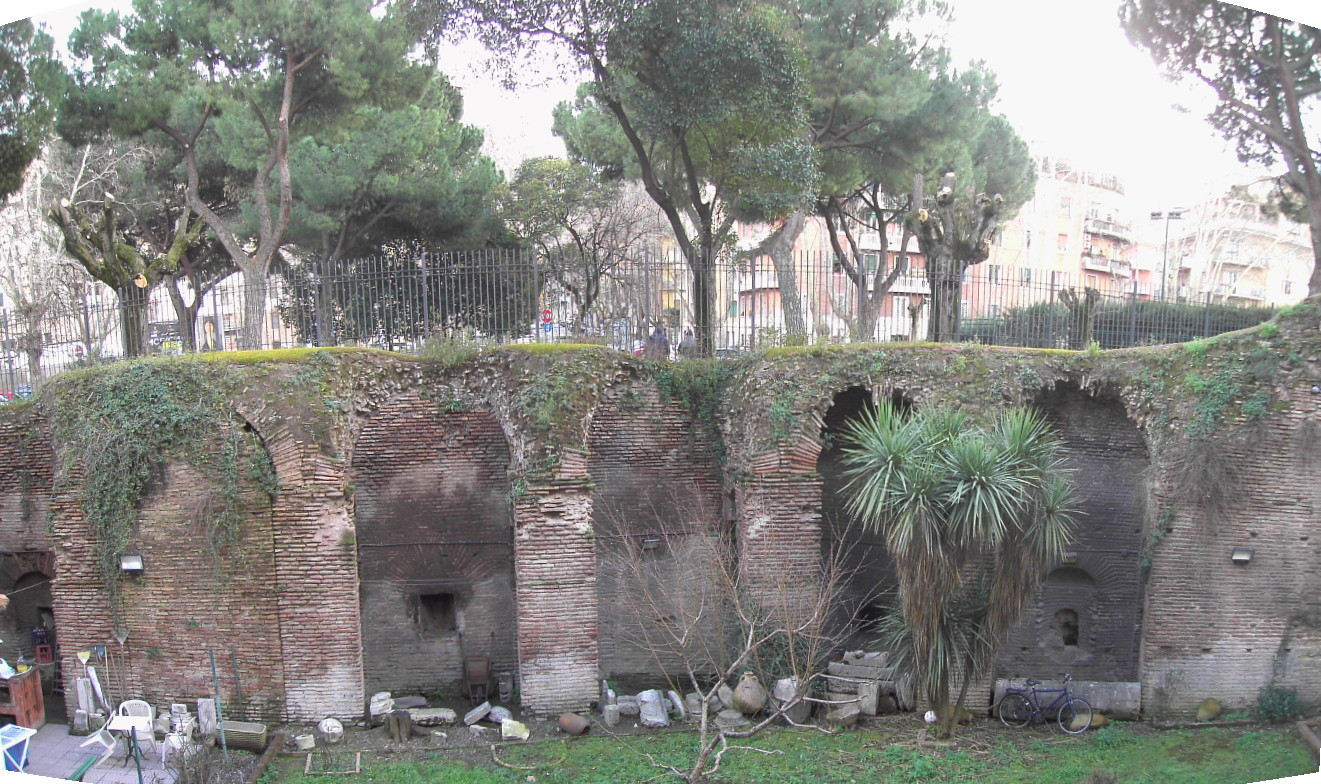
Resti delle Mura Aureliane a via della Ferratella

La successiva sezione di muro è in parte scomparsa; i resti indicano che il tragitto costeggiava il perimetro della Basilica di San Giovanni in Laterano e le antiche strutture di sostegno del Palazzo del Laterano, visibili nell'area del campo sportivo tra via Sannio, via Farsalo e piazzale Ipponio; qui si apriva una posterula, ancora esistente a metà del XIX secolo, che serviva come accesso diretto al palazzo. All'inizio di via della Ferratella in Laterano è visibile uno spezzone di mura al di sotto del piano stradale, che poi, seguendo la strada in un tratto con consistenti ristrutturazioni medievali e moderne, tornano a rialzarsi fino alla Porta Metronia. Originariamente era una posterula priva di importanza, ma per agevolare il traffico moderno sono state aperti diversi passaggi, come è stato fatto anche ai lati di porta S. Giovanni. Su una torre è ancora presente un'iscrizione che ricorda un restauro del 1157. Altri restauri importanti sono stati effettuati per opera di Pio IX.
Il tratto successivo è tra i meglio conservati della cinta muraria. Alcune coppie di mensole indicano la presenza di latrine di epoca aureliana. Il muro piega verso sud-est lungo tutto il tracciato di viale Metronio e poi gira a sud dove si apre, all'incrocio con la via omonima, la Porta Latina, anch'essa tra le meglio conservate di tutta la cinta, da cui partiva la via Latina, poi confluita nella via Anagnina.
Il successivo tratto costeggia per intero il tracciato di viale delle Mura Latine, girando prima verso sud-est e poi decisamente a ovest. L'ottimo stato di conservazione e i restauri e rifacimenti che si sono succeduti dal Medioevo fino al secolo scorso (sono visibili stemmi di Pio II, Giulio III, Pio IV, Urbano VIII e Alessandro VII), hanno reso possibile l'apertura al pubblico e uno studio approfondito dell'intera sezione, almeno fino alla successiva monumentale Porta San Sebastiano, già Porta Appia dal nome della via che da essa usciva, nella quale è ospitato il Museo delle Mura.
Interessante e ben conservato anche il tratto successivo, che segue il viale di Porta Ardeatina. Poco prima dei quattro passaggi moderni aperti sulla via Cristoforo Colombo per motivi di viabilità, immediatamente addossata a una torre ad angolo si apre la Porta Ardeatina, dalla quale usciva la via omonima. Nei pressi si trova, inglobata nel muro, una tomba risalente alla prima età imperiale.

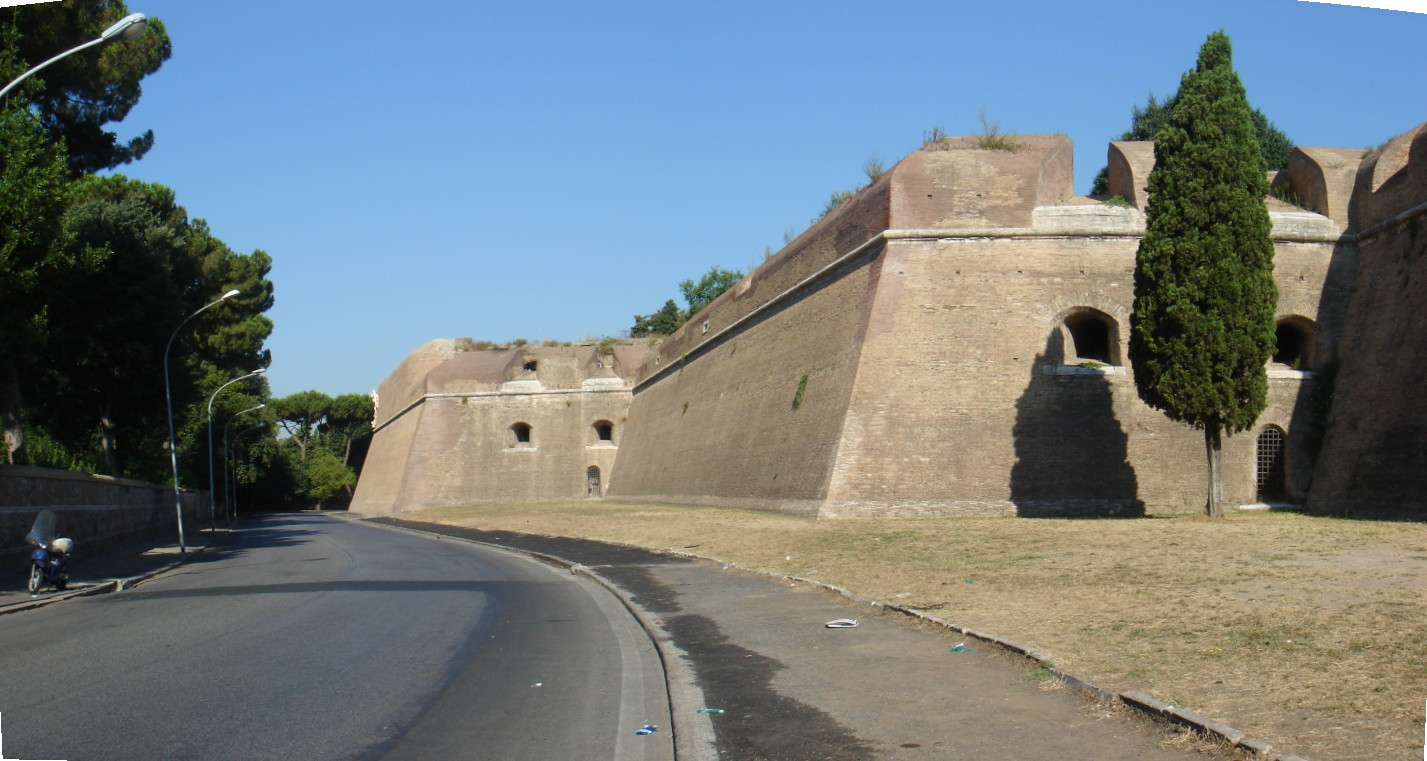
Il Bastione del Sangallo a Viale di Porta Ardeatina.

Superata via Colombo le mura proseguono sempre verso ovest lungo viale di Porta Ardeatina e, dopo un centinaio di metri, ha inizio il maestoso bastione, lungo circa 300 metri, eretto nella prima metà del XVI secolo da Antonio da Sangallo il Giovane, per la cui costruzione fu demolito un tratto di mura comprendente, tra l'altro, una posterula, che fu chiusa ai tempi di Onorio. Il bastione venne costruito per volere di papa Paolo III al fine di migliorare l'efficienza difensiva della zona, che sembrava troppo debole ed esposta alla minaccia turca. In realtà l'appalto parlava genericamente di rifacimento delle mura cittadine, ma considerato il tempo e la spesa necessari per la costruzione di quell'unico tratto, sembra che il papa ne ordinò la sospensione. La struttura architettonica del bastione è ovviamente ben diversa da quella del resto delle mura, costruite per ospitare baliste anziché cannoni, come è dimostrato dalle feritoie a imbuto anziché a finestra. Anche le merlature, inadeguate contro le cannonate, vennero sostituite da casematte dalle quali si poteva far fuoco con armi leggere. Otto ambienti sotterranei consentivano, grazie a cunicoli, sortite esterne. Un grande stemma di Paolo III, affiancato da quelli del Senato Romano e della Camera Apostolica, è visibile a un angolo del bastione.
Subito dopo il bastione, riprende il muro più antico, abbondantemente restaurato e ricostruito soprattutto in epoca rinascimentale e poi da Alessandro VII e da Pio IX, che comunque tentarono di mantenere la struttura originaria, nonostante i vistosi "rattoppi" e, per ultimo, dal Comune di Roma. Segue sempre, per un tratto abbastanza lungo, il viale di Porta Ardeatina, che piega verso nord-ovest, poi una curva a sud-ovest e infine direttamente a ovest, inglobando così il rione S. Saba, chiamato anche "Piccolo Aventino". Dopo un breve tratto demolito per le esigenze di traffico del piazzale Ostiense, si giunge alla Porta Ostiense, oggi Porta San Paolo (la meglio conservata insieme alla Porta San Sebastiano), da cui partiva la via Ostiense, che conduceva ad Ostia.
Subito dopo la porta il muro piega verso sud-ovest e, dopo un altro tratto demolito per esigenze di viabilità si incontra la piramide di Caio Cestio, un monumentale sepolcro della prima età imperiale inglobato nella cinta muraria. Subito dopo il sito di una posterula che, già chiusa da Massenzio, venne demolita nel 1888. Di qui le mura, che presentano segni di molte ristrutturazioni e qualche apertura per esigenze di viabilità, procedono in linea retta verso il Tevere, che incontrano all'altezza della sede ferroviaria presso il Ponte dell'Industria, includendo l'area del rione di Testaccio.
Il muro seguiva poi verso nord, per circa 800 metri, il corso del fiume, ma nulla rimane di questo tratto. Sul Lungotevere Testaccio è ancora visibile, di fronte al Mattatoio, una delle due torri medievali (l'altra era sulla riva opposta) dalle quali si tendeva la catena che poteva sbarrare il traffico fluviale. All'incirca nella zona di incrocio tra il lungotevere e via B. Franklin il muro si interrompeva per proseguire sull'altra sponda del fiume. Ancora quasi nessuna traccia del muro fino a tutta la zona del Gianicolo (dove del resto le Mura Aureliane sono state sostituite dalle mura leonine e dalle gianicolensi): gli unici indizi sono forniti dalla presenza di due delle tre porte. La prima, Porta Portuensis, distrutta nel 1643 e sostituita, più a nord, dalla Porta Portese, si apriva nel primissimo tratto di mura sulla riva destra del fiume, circa all'incrocio con l'attuale via E. Bezzi, nel punto dove aveva inizio la via Portuense, che conduceva a Portus. Il muro seguiva poi presumibilmente il tracciato di via degli Orti di Trastevere, piazza B. da Feltre e quindi compiva una larga curva salendo dalle parti di viale Glorioso e poi verso via A. Masina fino ad arrivare al piazzale dove si trova la Porta Aurelia, oggi Porta San Pancrazio, da cui aveva inizio l'omonima via consolare.
Dopo la porta, che costituiva il vertice di un angolo acuto, le mura scendevano di nuovo all'incirca lungo il tracciato di via Garibaldi, poi via di Porta S. Pancrazio e di nuovo via Garibaldi per arrivare su via della Lungara dove, nei pressi dell'incrocio con via S. Dorotea si apre la porta Settimiana, l'ultima sul lato destro del Tevere. Poco più a est, infatti, qualche metro a monte di Ponte Sisto, il muro si interrompeva di nuovo per riprendere sul lato opposto e costeggiare per intero la riva del fiume fino al Ponte Elio, oggi Ponte Sant'Angelo, dove si apriva la porta Cornelia, chiamata più tardi porta S. Pietro. Da qui proseguiva sempre lungo la riva del fiume fino all'altezza dell'odierno Ponte Regina Margherita dove svoltava vero est per raggiungere la Porta Flaminia. Come per il tratto del Gianicolo, di tutto il lungo percorso da ponte Sisto a ponte Regina Margherita non rimane più alcuna traccia.